# Путилово (Грязовецкий район)
Путилово — деревня в Грязовецком районе Вологодской области.
Входит в состав Вохтожского муниципального образования, с точки зрения административно-территориального деления — в Вохтогский сельсовет. До 2004 года входила в состав Демьяновского сельсовета.
Расстояние до районного центра Грязовца по автодороге — 73 км, до центра муниципального образования Вохтоги по прямой — 11 км. Ближайшие населённые пункты — Орлово, Васильевка, Становое.
По переписи 2002 года население — 77 человек (39 мужчин, 38 женщин). Всё население — русские.